# Aeroporto Internazionale Sir Seewoosagur Ramgoolam
L'Aeroporto Internazionale Sir Seewoosagur Ramgoolam è un aeroporto situato a 48 km a sud est di Port Louis, in Mauritius. È intitolato al politico mauriziano Seewoosagur Ramgoolam.
L'aeroporto è hub per la compagnia aerea Air Mauritius.